# Osvaldo Cáffaro
Osvaldo Raúl Cáffaro (Zárate, 28 de octubre de 1960) es un político argentino. Desde 2007 hasta 2023 fue el intendente del partido de Zárate.

## Biografía
Entre 1983 y 1995 fue director de Viviendas Sociales y de Subsecretario de Promoción Económica, Hábitat y Desarrollo Comunitario de la municipalidad de Zárate. Fue concejal y diputado de la provincia de Buenos Aires. En 2007, 2011, 2015 y 2019 ganó las elecciones para intendente de Zárate.
Afiliado al Partido Socialista Democrático en 1982, ocupó los cargos de director de Viviendas Sociales y subsecretario de Promoción Económica, Hábitat y Desarrollo Comunitario durante las intendencias de Aldo Arrighi (1983-1995).
Su carrera política continuó en el Concejo Deliberante y en la Cámara de Diputados de la provincia de Buenos Aires. En 2007 ganó las elecciones del partido de Zárate fue electo Intendente por primera vez por el Acuerdo Cívico y Social-Alianza que conformaban el ARI, PS y el GEN, pero al año dio un golpe de timón pasándose al Frente para la Victoria, tras acuerdos con el Secretario de Planeamiento Julio De Vido, vecino de Zárate.
En 2011 obtuvo un arrasador triunfo con su propio partido, Nuevo Zárate, con un 66 % de los votos. Segundo con menos del 20 % quedó José Luis Mangini del FpV.
En 2015 fue nuevamente reelecto con su partido vecinalista Nuevo Zárate en conjunto con el Frente para la Victoria. Logró el 39,71 % de los sufragios, por delante de la candidata de Cambiemos, Sandra Paris.
En 2019 fue reelecto en su cargo por cuarta vez consecutiva con casi el 60 % de los votos por el Frente de Todos, dejando en segundo lugar al candidato de Juntos por el Cambio, Julián Guelvenzú (quien obtuvo un 31 % de los votos).
En 2023 iba por el quinto mandato como Intendente de Zárate pero fue derrotado en las PASO contra Agustina Propato, quien consagró ganadora de la interna de Unión por la Patria.
Esta imputado por el incumplimiento del deber de funcionario público y exceso de autoridad en la expropiación de terrenos costeros en la ciudad de Zárate. 

## Vida personal
Osvaldo Cáffaro y su esposa, la diputada provincial Patricia Moyano, son padres de dos hijos, Luciano y Giuliana.